# Comissió de Borsa i Valors
La Comissió de Borsa i Valors (en anglès Securities and Exchange Commission o SEC) dels Estats Units és una agència independent federal dels Estats Units que té la responsabilitat principal de fer complir les lleis federals dels valors i regular la indústria dels valors, les borses de valors, els mercats d'opcions i altres mercats de valors electrònics.
La SEC va ser creada per la secció 4 de la Securities Exchange Act de 1934 (ara codificada com 15 USC § 78d i comunament anomenada Acta 1934). A més de l'Acta 1934 que la va crear, la SEC fa complir la Securities Act de 1933, la Trust Indenture Act de 1939, la Investment Company Act de 1940, la Investment Advisers Act de 1940, la Sarbanes - Oxley Act de 2002 i altres lleis.